# 空闲升
空閑昇（日语：／ Kuga Noboru，1887年12月8日—1932年3月28日），是一位大日本帝國陸軍军人。最終的軍階是陸軍少校。他在一二八事變中被國民革命軍俘虜，並最終自殺。

## 生平
空閑昇生於佐贺县佐賀市。他是地方法院監督書記空閑正尚的長男。空閑家是龍造寺氏的後裔，空閑正尚曾參加過佐賀之亂。空閑昇曾就讀於高等小学校、關島陸軍地方幼年學校、陸軍幼年學校。1910年5月畢業於陆军士官学校（22期）。同年12月出任歩兵第69連隊步兵少尉。空閑昇曾參與西伯利亚干涉。1925年5月，空閑昇從陸軍步兵學校甲種卒業。1928年3月，軍階升至陸軍少佐。1930年8月，出任第9师团歩兵第7連隊第2营長。
1932年，空閑昇參與一·二八事變。當時空閑昇擔任第6旅團第7連隊第二大隊大隊長。2月19日，空閑昇所在的第7連隊進攻位於江湾鎮的國民革命軍，不過第7連隊進展並不順利。23日早晨，空閑昇所在的部隊繼續進攻郭家宅、严家宅及江湾北端东葛家桥一带的國民革命軍阵地。國民革命軍第十九路軍六十一师梁世骥团下的步兵2个连，机枪1个连午前2时从东葛家桥阵地出击。日軍於是往顾家宅、孙家宅方向撤退。空閑昇被营附陈拔雄的部隊生擒。后来淞沪停战协定簽署，空閑昇于3月16日被释放。後來空閑昇又回到江湾严家宅昔日被俘之处开枪自杀。1934年4月，空閑昇入祀靖国神社。

## 榮譽
- 1911年（明治44年）3月10日 - 正八位[5]

## 家族親族
- 弟 小川義孝（陸軍少佐）
- 従弟 晴氣慶胤（上校）

## 關連事項
- 映画「空閑少佐」　新興電影（日语：新興キネマ）（1932年3月10日公開）
- 映画「散り行く大和櫻 空閑少佐」　赤沢映画（日语：赤沢映画）（1932年4月7日公開）
- 映画「大和魂空閑少佐」　河合映画製作社（日语：河合映画製作社）（1932年4月8日公開）